# The Context Group
The Context Group (dt.: Die Kontext-Gruppe) ist ein Ende der 1980er Jahre gegründeter internationaler Arbeitskreis christlicher Exegeten des Alten und Neuen Testaments, die die Ergebnisse der sozialwissenschaftlichen und soziokulturellen Forschung programmatisch in ihre Arbeit miteinbeziehen. Die sozialwissenschaftliche Bibelauslegung steht damit im Kontext von Forschungsrichtungen wie Feministische Exegese, Befreiungstheologie, Gender Studies und biblische Gesellschaftskritik.
Die Mitglieder und Teilnehmer der Context Group kommen jährlich zu einer Internationalen Tagung in den USA zusammen, die abwechselnd in Portland/OR und Philadelphia/PA stattfindet.
Innerhalb der exegetischen Disziplinen wurde die sozialwissenschaftliche Bibelauslegung seit den 1990er Jahren unter anderem durch linguistische, intertextuelle und rezeptionsästhetische Methoden ergänzt und teilweise verdrängt. Vertreter der sozialwissenschaftlichen Bibelexegese haben daher ihre Hermeneutiken zunehmend im Sinne der neueren Forschungsansätze überarbeitet und erweitert.